# Flaga Dystryktu Kolumbii

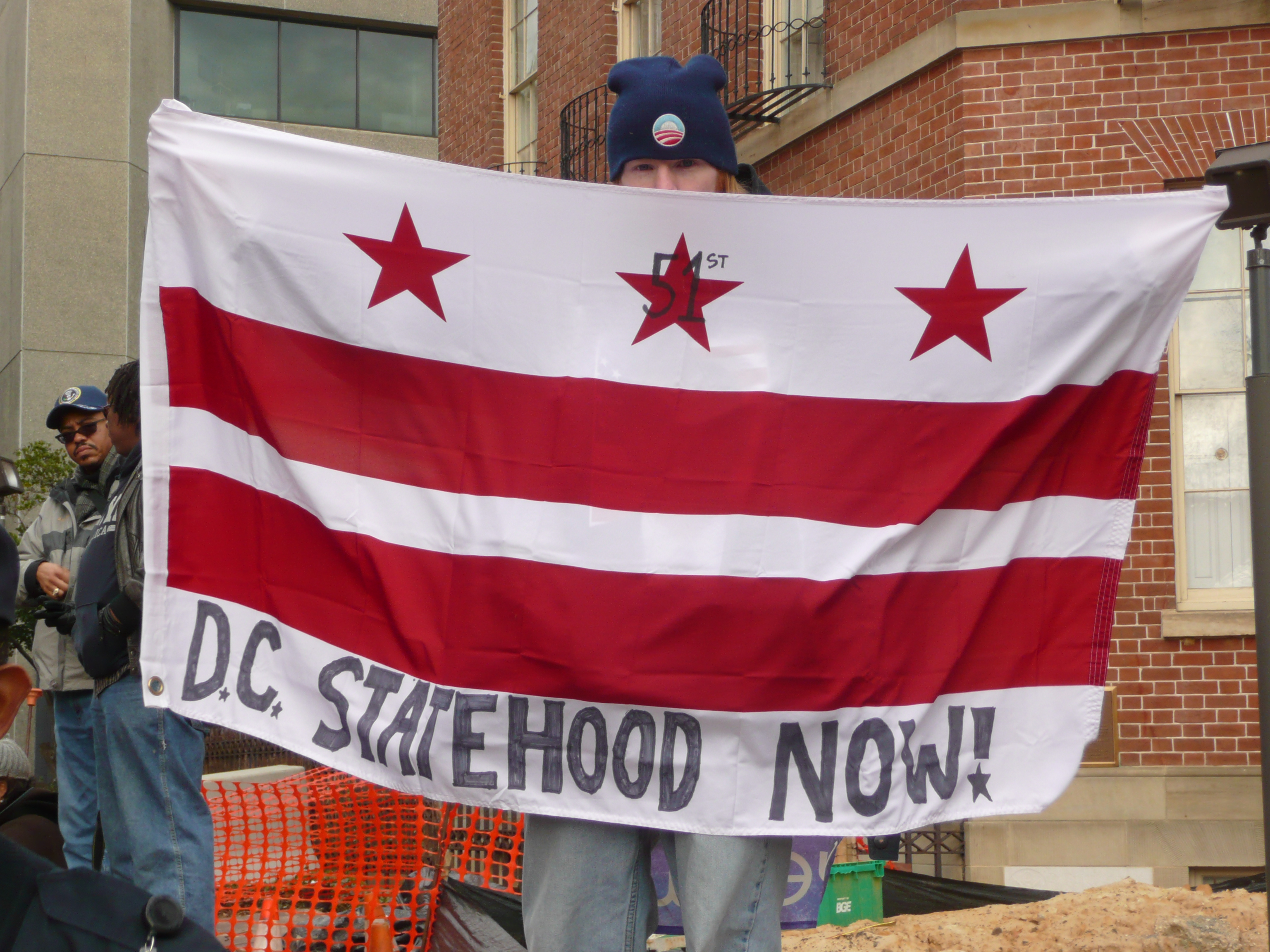
Flaga Dystryktu Kolumbii przerobiona przez zwolennika uznania dystryktu za stan

Flaga Dystryktu Kolumbii – flaga dystryktu federalnego przyjęta w 1938, jeden z symboli miasta Waszyngton. Flaga nawiązuje do herbu rodowego George’a Washingtona.
W sondażu przeprowadzonym w 2001 przez North American Vexillological Association, amerykańską organizacją weksylologiczną, flaga stanowa Dystryktu Kolumbii znalazła się na 8. miejscu wśród 72 flag stanów i terytoriów zależnych USA oraz prowincji Kanady, które oceniano w skali od 0 do 10.